# François Toussaint
François Toussaint, aussi connu sous le nom de Kalonda Omanyama, né le 6 octobre 1965 à Lodja, en république démocratique du Congo, est un mercenaire belgo-congolais condamné pour meurtre.

## Biographie
Né au Congo, il habite en Belgique et s'entraine au sanda. En 1988, il est sacré champion du monde de Kung-fu.
Il travaille un temps dans la sécurité rapprochée notamment en Chine et en Europe puis retourne au Congo et commence une carrière politique et mercenaire. En 2013, il est arrêté pour un meurtre commis en 2005,. Il est extradé vers la Belgique en 2015, puis condamné à 25 années d'emprisonnement,.